# Régiment Mestre de Camp Général cavalerie
Das Régiment Mestre de Camp Général cavalerie, aufgestellt 1635, war ein Kavallerieregiment im Königreich Frankreich.

## Aufstellung und Umbenennungen
- 1635: Aufstellung des Régiment Mestre de Camp Général cavalerie
- 1. Dezember 1761: Verstärkt durch Eingliederung des „Régiment de Seyssel cavalerie“[1]
- 7. Dezember 1790: Entlassen
- 6. Januar 1791: Wiedererrichtet unter der Bezeichnung 24e régiment de cavalerie
- 1792: Umbenennung in: 23e régiment de cavalerie[2]
- 24. September 1803: Aufgelöst und auf andere Einheiten verteilt

### Standarten
Die Standarten des Régiment Mestre de Camp Général waren aus roter Seide gefertigt, bestickt mit goldenen Flammen und mit einem goldenen Rand eingefasst. Um das Fahnenblatt waren umlaufend goldenen Fransen angebracht. Im Zentrum befand sich eine goldene Sonne, darüber ein Devisenband mit der Inschrift Nec pluribus impar.

### Uniformierung
Die Uniformen waren ursprünglich nur schwarz und grau, änderten sich jedoch später in das allgemeine Blau der Kavallerie mit diversen farblichen Unterscheidungsmerkmalen.

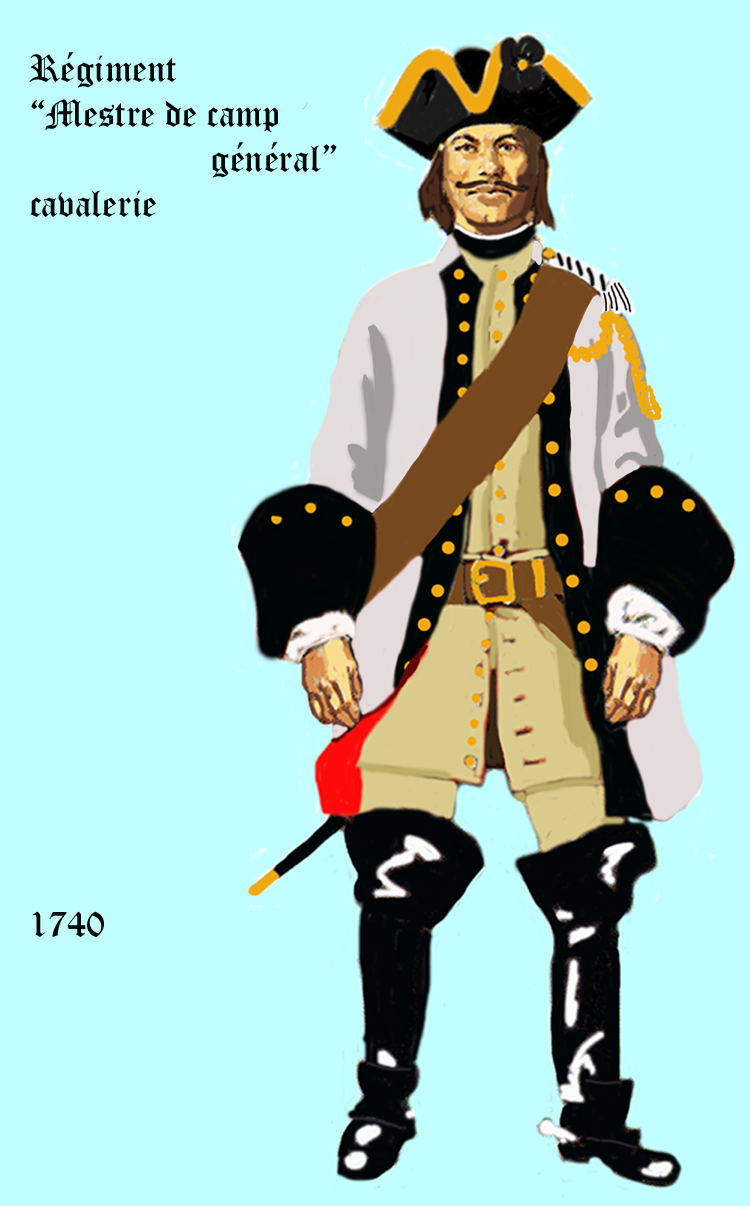
Régiment Mestre de Camp Général cavalerie  1740 bis 1757
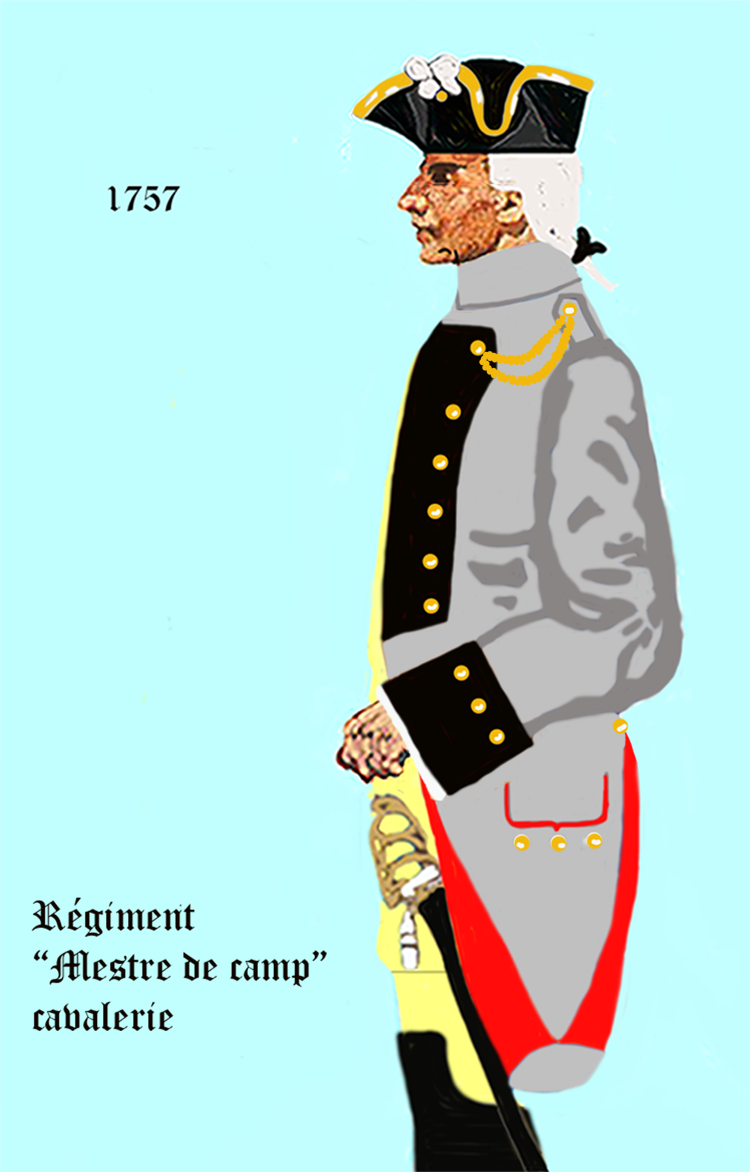
Régiment Mestre de Camp Général cavalerie  1757 bis 1762
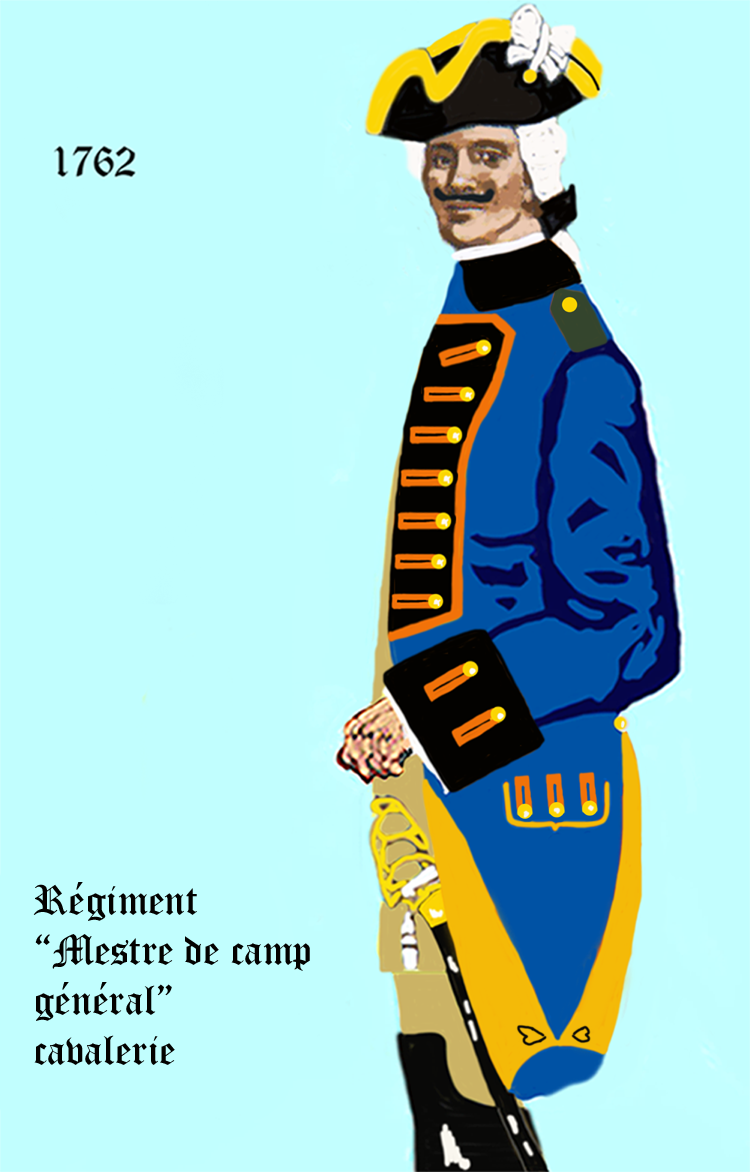
Régiment Mestre de Camp Général cavalerie  1762 bis 1767
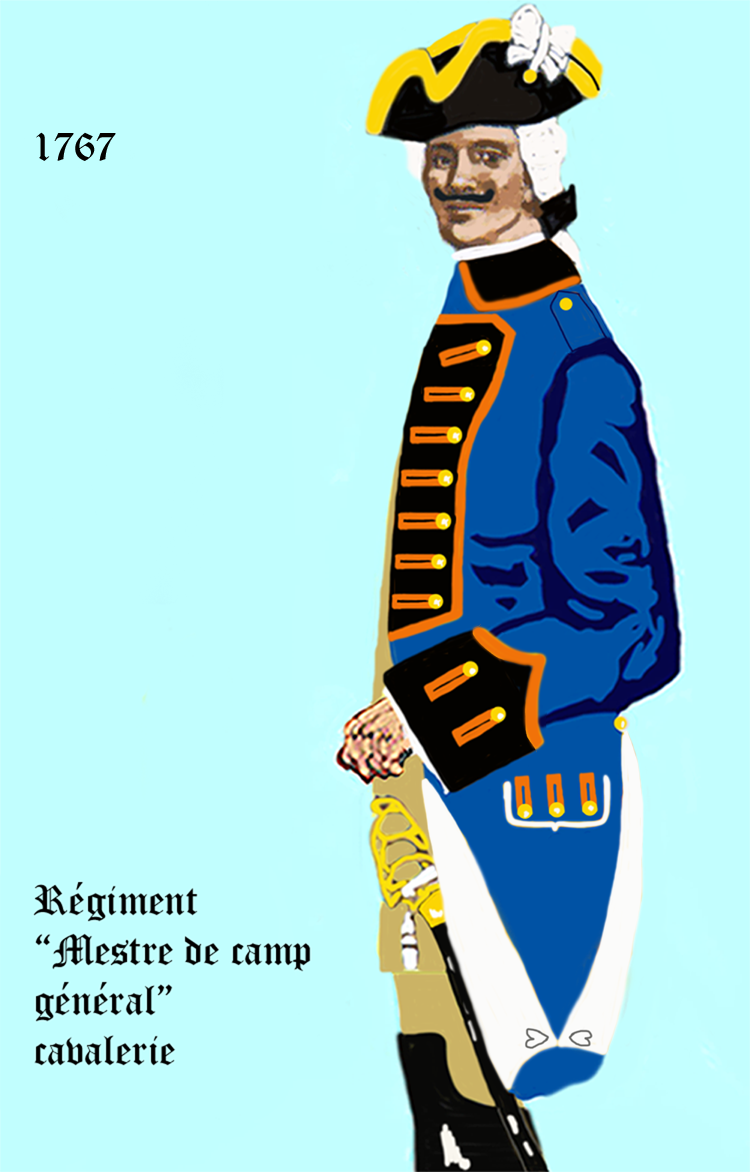
Régiment Mestre de Camp Général cavalerie  1767 bis 1776
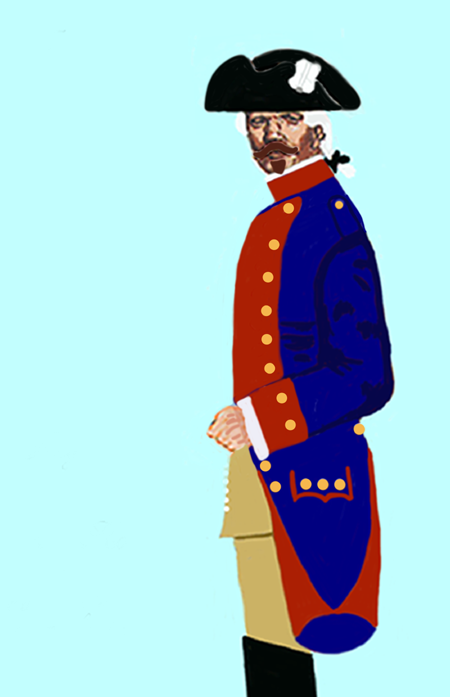
Régiment Mestre de Camp Général cavalerie  1776 bis 1779
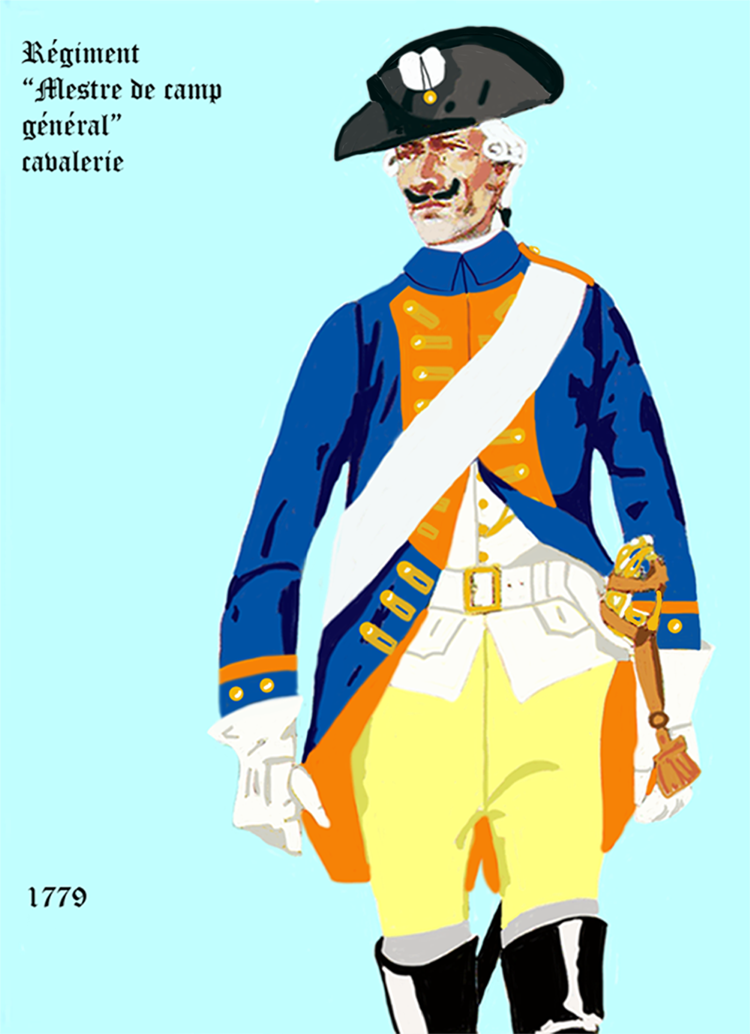
Régiment Mestre de Camp Général cavalerie  1779 bis 1786
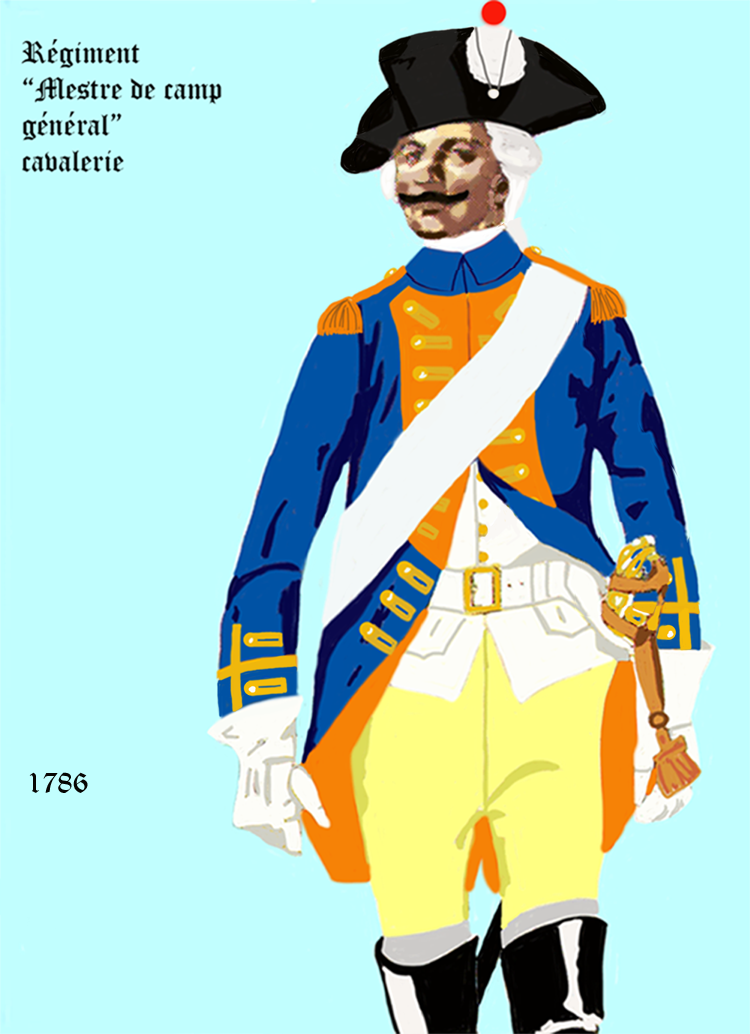
Régiment Mestre de Camp Général cavalerie  1786 bis 1791
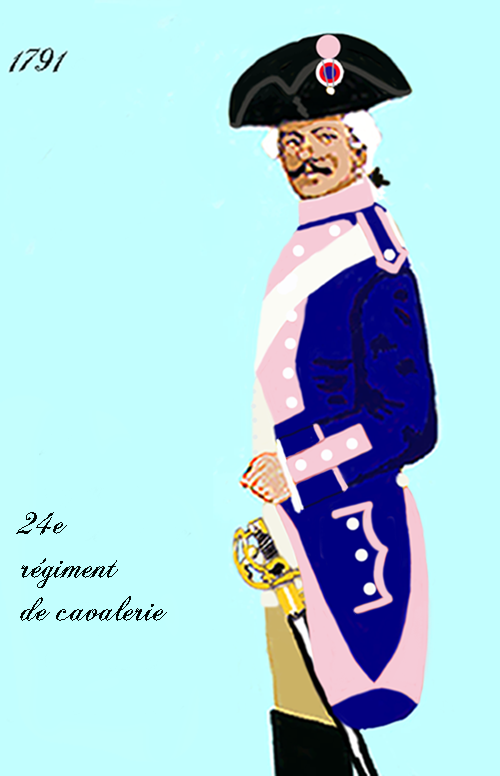
24e régiment de cavalerie  1791 bis 1792, danach 23e régiment de cavalerie

Nur im Régiment Mestre de Camp Général cavalerie führten die Escadrons diese Wimpel.

### Mestres de camp généraux
Plural von „Mestre de Camp Général“
1635 erfolgte eine erste Aufstellung. Während der nächsten 30 Jahre waren mehrere Mestres de camp généraux Inhaber des Regiments, so :
- 1633 bis 1637, Charles d'Escoubleau, marquis de Sourdis et d'Alluye ;
- 1637 bis 1641, Roger de Choiseul, marquis de Praslin ;
- 1641 bis 1646, Jean de Gassion;
- 1646 bis 1652, Philippe de Clérembault, comte de Palluau ;
- 12. Februar 1652 bis 5. Dezember 1665, Roger de Rabutin, comte de Bussy-Rabutin, Maréchal de camp am 18. Oktober 1651, Lieutenant-général am 4. Mai 1654; † 9. April 1693[3].

Die Regimenter wurden von Fall zu Fall an den jeweiligen „Mestre de Camp Général“ als dessen Inhaber gegeben. 1665 folgte auf Bussy-Rabutin Armand du Cambout, duc de Coislin als „Mestre de Camp Général“, woraufhin dessen Regiment, das von seinem Vater 1638 übernommene „Régiment Coislin“ den Namen „Régiment du Mestre de camp général“ erhielt.
- 22. April 1670: Jean Jacques Chaumejan, marquis de Fourilles, (Brigadier de cavalerie am 15. Juni 1667, Maréchal de camp am 11. Juli 1670, Lieutenant-général am 13. Februar 1674; † 11. August 1674)

Im Jahre 1671 wurde ein Teil der vorhandenen Regimenter in einen permanenten Status versetzt. Seit dieser Zeit trug immer das gleiche Regiment den Namen „Mestre de Camp Général“. Der Inhaber des Amtes bekam dann auch das Regiment als Inhaber übertragen.
- 15. November 1674: Louis Clermont d'Amboise, marquis de Resnel,
- 3. Mai 1677: Balthazar de la Cardonnière,
- 6. Oktober 1679: Joseph de Pons de Guimera, baron de Montclar
- 16. Juli 1690: Conrad de Rosen, marquis de Rosen
- 25. März 1703: Léonor François, marquis de Montpeyroux ;
- 26. Februar 1714: Charles François de La Baume Le Blanc, duc de La Vallière
- 5. Februar 1716: Alexis Madeleine Rosalie, comte de Châtillon
- 16. März 1736: Gaspard, marquis de Clermont-Tonnerre
- 9. April 1748: Anne-Louis de Thiard de Bissy, marquis de Bissy, gefallen am 2. Mai 1748
- 4. Mai 1748: Armand Louis de Béthune[5];
- 16. April 1759: Charles Eugène Gabriel de La Croix, marquis de Castries
- 7. März 1783: Charles Louis Hector (1743 † 1820), marquis d'Harcourt ;
- 20. Mai 1784: Charles de La Croix de Castries ;
- 10. März 1788: Mestre de camp Louis Edmond, vicomte de Menou du Mée ;
- 10. Februar 1791: Colonel Louis Charles Mollerat de Garsault ;
- 5. Februar 1792: Colonel Gabriel Désombs de Fajac ;
- 15. Mai 1793: Chef de brigade Nicolas Alban Davigneau ;
- 18. Februar 1794: Chef de brigade François Royer ;
- 16. Juli 1794: Chef de brigade Claude Tiercé ;
- 6. Juni 1795: Chef de brigade Pierre Noizet ;
- 16. Januar 1798: Chef de brigade Édouard Mortier ;
- 12. August 1799: Chef de brigade Noirot.

## Gefechtskalender

### Polnischer Thronfolgekrieg
Während des Polnischen Erbfolgekrieges war das Regiment in Italien eingesetzt, wo es an der Belagerung von Pizzighettone und der Einnahme von Gera, Villa d’Adda und dem Schloss von Mailand beteiligt war.
- 1734: kämpfte es in der Schlacht bei Guastalla und der Schlacht bei Parma;
- 1735: war es am Gefecht bei Reggiolo und dem Gefecht bei Reverse beteiligt. Danach kehrte es in seine Garnison nach Belfort zurück.

### Österreichischer Erbfolgekrieg
Das Regiment in Böhmen.
- 1741: Einsatz in der Schlacht bei Zahájí[6]
- 1742: mit nur vier Kompanien an der Verteidigung von Prag beteiligt. Danach kehrte es zunächst in seine damalige Garnison in Pontarlier zurück. Es folgte das Gefecht bei Weissenburg
- 1744: die Belagerung von Freiburg im Breisgau und im gleichen Jahr die Verlegung nach Flandern.
- 1745:Einsatz in der Schlacht bei Fontenoy und bei der Einnahme von Tournai.
- 1746: weiterhin in der Schlacht bei Roucourt und der Einnahme von Brüssel. Außerdem zeichnete es sich in der  Schlacht bei Lauffeldt aus.
- 1747: Kämpfe bei der Belagerung von Bergen op Zoom
- 1748: Kämpfe bei der Belagerung von Maastricht, bei der der am  9. April 1748 der Kommandant, der Mestre de camp Anne Louis Henry de Thiard, marquis de Bissy, gefallen ist.

Danach wurde es nach Sedan in Garnison gelegt und später im Siebenjährigen Krieg bei der Eroberung des Herzogtums Jülich und des Herzogtums Berg eingesetzt. Dabei kämpfte es in der Schlacht bei Hastenbeck unter dem Maréchal d’Estrées. 1757 war es am Gefecht bei Minden, der Schlacht bei Krefeld und der Schlacht bei Minden beteiligt. 1759 gehörte es zur Armee die Hannover besetzte.
Da das Regiment eines der drei war, die 1790 wegen ausgebliebener Soldzahlungen gemeutert hatten (Meuterei in Nancy), wurde es nach der Niederschlagung der Revolte kassiert.
1791 wurde in der Traditionslinie das 24e régiment de cavalerie neu aufgestellt und 1792
in 23e régiment de cavalerie umbenannt. (Nachdem der König abgesetzt worden war, sah das Régiment Royal-Allemand cavalerie seinen Treueid als erloschen an und emigrierte nahezu komplett. Dadurch rückten alle folgenden Kavallerieregimenter in der Nummerierung um eine Stelle nach vorn.)
Das „23e régiment de cavalerie“ kämpfte in den Feldzügen von 1792 und 1794 mit der „Armée des Ardennes“ (Ardennearmee), wo es sich am 18. März 1793 in der Schlacht bei Neerwinden auszeichnen konnte. Zwischen 1794 und 1796 gehörte es zur Armée de Sambre-et-Meuse und wechselte dann 1797 zur Armée de Mayence. Es war am Rhein und an der Donau stationiert und kehrte nach dem Abschluss des Friedens von Lunéville nach Frankreich zurück. Hier bezog es Garnison in Saint Germain.
Aufgelöst per Dekret vom 24. September 1803, wurde die 1. Escadron dem „5e régiment de cavalerie“, die 2. dem „6e régiment de cavalerie“, und die 3. dem „7e de cavalerie“ zugeteilt, die am gleichen Tag in Kürassierregimenter umgewandelt wurden.

## Bekannte Angehörige des Regiments
- Antoine Charles Louis de Lasalle